# 朗纳·维克
朗纳·维克（挪威語：Ragnar Vik，1893年7月3日—1941年1月9日），挪威男子帆船运动员。他曾代表挪威参加1920年夏季奥林匹克运动会帆船比赛，获得一枚金牌。他于1941年在英国利物浦去世。